# Caribachlamys mildredae
Caribachlamys mildredae is een tweekleppigensoort uit de familie van de Pectinidae. De wetenschappelijke naam van de soort is voor het eerst geldig gepubliceerd in 1941 door Bayer.